# Tierce (orgue)
Pour les articles homonymes, voir Tierce.
 (juillet 2023).
Si vous disposez d'ouvrages ou d'articles de référence ou si vous connaissez des sites web de qualité traitant du thème abordé ici, merci de compléter l'article en donnant les références utiles à sa vérifiabilité et en les liant à la section « Notes et références ».
La Tierce ou Tiercelette (tierce de 4⁄5) est un jeu d'orgue appartenant à la famille des mutations.
Étymologie : de trois, parce qu’elle désigne le troisième degré de l'échelle diatonique[pertinence contestée].
La Tierce est généralement un jeu de fond flûté donnant le cinquième harmonique du fondamental donné par le jeu de 8 pieds. Plus rarement elle sera harmonisée en principal doux. C’est un jeu de 1 pied 3⁄5. Il s'agit donc d'un jeu transpositeur qui donne la  tierce majeure pure  de la troisième octave supérieure. Ainsi, en enfonçant la touche correspondant au Do1, le registre de Tierce fait entendre le Mi3.

## Utilisation
La Tierce entre dans la composition du petit et du grand jeux de tierce qui sont tous deux des mélanges typiques de la musique d'orgue française classique. Le grand jeu de tierce se compose ainsi : Fonds 16', 8', 4', 2', Gros Nasard 5 1⁄3 (ou Grosse Quinte), Grosse Tierce 3' 1⁄5, Nasard 2' 2⁄3, Tierce 1' 3⁄5. Le Gros Nasard (ou la Grosse Quinte) est facultatif. Le petit jeu de tierce se compose ainsi : Bourdon 8', Prestant 4', Quarte de Nasard (ou Doublette) 2', Nasard 2' 2⁄3, Tierce 1' 3⁄5 et Larigot 1' 1/3. Le Larigot est facultatif. Le registre de Tierce s'emploie toujours en mélange, il sert à renforcer la richesse harmonique d'un mélange. On dit de la Tierce qu'elle a du « mordant » car c'est un jeu qui colore fortement les mélanges en assombrissant le dessus et en donnant de la force aux basses. On ne la retrouve qu'à partir du XXe où elle est à nouveau demandée dans la registration des pièces de musique moderne (Messiaen, Langlais, Guillou).

## Exemple sonore
Louis Marchand : « Récit de Tierce en taille » sur un authentique orgue à tuyaux, l'orgue classé monument historique François-Henri Clicquot de Souvigny par Jean-Luc Perrot
Registration :
- Grand Orgue = Bourdon 8' et Montre 8'
- Positif =  Jeu de Tierce (Bourdon, Prestant, Nasard, Doublette, Tierce)
- Pédale = Flûte 8'

Jean-François d'Andrieu : « Récit de Tierce en Taille » extrait de la suite pour orgue en ré majeur, ici joué sur un orgue numérique (orgue électronique sans tuyaux).
Registration :
- Grand Orgue = Bourdon 8' et Flûte 4'
- Positif = Petit Jeu de Tierce (Bourdon, Prestant, Nasard, Quarte, Tierce)
- Pédale = Tirasse G.O.

## Quelques occurrences
On estime que plus de 50 000 orgues dans le monde possèdent au moins un registre de tierce.
- Tierce 1' 3⁄5, Positif : Saint-Eustache (Paris) Van den Heuvel (1989)
- Tierce harmonique 1' 3⁄5, Solo : Saint Eustache (Paris) Van den Heuvel (1989)
- Tierce 1' 3⁄5, Positif : Saint-Germain-l'Auxerrois (Paris) Clicquot, Dallery, Ducroquet (1848)
- Tierce 1' 3⁄5, Grand Chœur : Notre-Dame de Paris, Cavaillé-Coll/Boisseau (1992)
- Tierce 1' 3⁄5, Petite Pédale : Notre-Dame de Paris, Cavaillé-Coll/Boisseau (1992)
- Tiercelette 4⁄5', Grand Orgue : Orgue Alain Leclère de l'église paroissiale de Terraube (1984)

### Note
1. ↑  Anglais : 17th, Seventeenth ; allemand : Terz ; italien : Terza, Decimasettima, Decima VIIª, XVIIª